# Alicia Florrick
Alicia Florrick é uma personagem fictícia da série The Good Wife, interpretada por Julianna Margulies.

## Biografia
Alicia é a protagonista da série. É a esposa de Peter Florrick, um brilhante promotor que é preso após um escândalo envolvendo a divulgação para a imprensa de uma fita com cenas de sexo. Após o escândalo, Alicia retoma sua profissão e é contratada como advogada de defesa júnior da Stern, Lockhart & Gardner, onde o seu ex-namorado de faculdade, Will Gardner, é um dos sócios, com quem ela acaba por ter relações sexuais. Por outro lado, tem que conciliar sua vida profissional e familiar.
Grace Florrick e Zachary "Zach" Florrick são seus filhos e, devido a prisão de seu marido, Jackie Florrick, mãe de Peter, vai morar na casa de Alicia.
Sua primeira aparição na série foi no episódio "Pilot", em 22 de setembro de 2009.